# 青耶木まゆ
青耶木 まゆ（あおやぎ まゆ、1997年8月22日 - ）は、日本の声優。東京都出身。フクダ&Co.所属。

## 経歴
幼い頃、大の運動音痴であり、克服のため中学・高校時代は陸上部に所属。種目は投擲（砲丸・円盤）、4継。
聖心女子大学在学中の2018年、ミスサークルコンテスト（全国大学ミスコンテスト）にて審査員特別賞受賞。
2019年にヒラタオフィス系列フラッシュアップ声優部に所属するが、2020年に退所。同年6月にフクダ&Co.の所属となる。

## 出演

### テレビアニメ
- ブルーピリオド（2021年、森まる）
- アルスの巨獣（2023年、トオカ）
- アンデッドガール・マーダーファルス（2023年、女）
- 青の祓魔師 島根啓明結社篇（2024年、巫女）
- らんま1/2 (2024)（2024年、アナウンス）

### ゲーム
- ユアマジェスティ（ゴエティア）

### ボイスドラマ
- ユアマジェスティ Fragment 0 旅立ちの前に（ゴエティア）

### イベント
- ブルーピリオド展 アートって、才能か？（森まる・音声ガイド）
- ユアマジェスティ イベント

### 吹き替え
- イーハー!きょうりゅうぼくじょう（ミン）
- おさるのジョージ（飼育員のお姉さん）
- 工場ケンガク！～たべものが出来るまで（ボイスオーバー）
- ザ・ルーキー 40歳の新米ポリス!?（ティファニー）
- ノスフェラトゥ（ホゼ）
- Mank/マンク（女優 他）
- 神話クエスト:レイヴンズ・バンケット
- ミステリーゾーン
- 警部補アニカ ～海上殺人捜査ファイル～（ドゥサンカ・ミン）
- シカゴ・メッド（レイシー）
- こちらベスト探偵団（ケイトリン）
- 社内お見合い（ユラ）
- THE BAY 3 ～偽りの仮面～（シリン）